# Asparagus ritschardii
Asparagus ritschardii — вид рослин із родини холодкових (Asparagaceae).

## Біоморфологічна характеристика
Рослина схожа на A. laricinus, але кладодії завдовжки 7–11 мм (не 6–15) й гачки листків на зрілих гілках конічні, нечітко трикутні в поперечному перерізі, до 12 × 4 мм.

## Середовище проживання
Ареал: Заїр.